# Кучин Георгій Дмитрович
Кучин Георгій Дмитрович (псевд. К.Оранський, К. Ор.; н. 1887 — п. невдовзі після 22.12.1937) — один із лідерів політичного й профспілкового руху в Росії та Україні на початку 20 ст. 
Син військовика (полковника), за освітою — юрист, літератор. Від 1905 — член Російської соціал-демократичної робітничої партії. 1910–12 відбував заслання. Друкувався в меншовицьких журналах «Дело жизни», «Наша заря», газеті «Луч». Під час Першої світової війни воював у діючій армії, був артилерійським офіцером (капітаном). Від 1915 входив до ОК меншовиків (з дорадчим голосом). До 1917 його тричі арештовували. Після Лютневої революції 1917 обраний членом, потім — головою армійського к-ту 12-ї армії і головою фронтового комітету Північного фронту.
1917 входив до складу Всеросійського ЦВК 1-го скликання, був делегований на Державну нараду в Москві. Делегат Другого Всеросійського з'їзду рад 1917, голосував проти «більшовицької змови» і разом з іншими правими меншовиками залишив з'їзд. На Всеросійській нараді РСДРП (травень 1918) обраний членом ЦК РСДРП. Від літа 1918 — секретар меншовицького комітету по Центральній області Росії, редактор ж. «Новая заря». Один із організаторів руху уповноважених фабрик і заводів в Москві. У червні 1918 був заарештований і утримувався в ув'язненні до листопаді цього ж року. Від 1919 — в Україні. Був обраний товаришем голови київської ради профспілок і чл. київського комітету меншовиків, пізніше — головою Центрального бюро профспілок України і чл. Головного комітету партії меншовиків в Україні. 1920 очолив профспілку рад. і торгови підприємств. У березні 1920 засуджений революційним трибуналом у «Київських меншовиків» справі до позбавлення політичних прав до кінця війни. Служив у Червоній армії (див. Радянська армія), учасник війни з Польщею 1920. Після демобілізації — у Головному комітеті РСДРП України.
Весною 1921 заарештований у Харкові, в серпні — звільнений. У березні 1922 знову заарештований та засланий до Туркестану, звідки прибув за викликом ЦК РСДРП до Москви, де очолив нелегальне Російське бюро ЦК меншовиків. У квітні 1924 нелегально виїхав за кордон: у Берліні (Німеччина) брав участь у розробці нової партійної програми, у Відні — в засіданні виконкому Робітничого соціалістичного інтернаціоналу. Після повернення до СРСР наприкінці 1924 заарештований ОДПУ СРСР і засуджений до 5 років ув'язнення, яке відбував у Свердловському, потім Ярославському політізоляторах. 1931 залучався по т. зв. меншовицькому процесу. 1932–35 проживав в Ульяновську (нині місто в РФ). Останній раз заарештований 1935. Його прізвище — Кучін-Оранський — є у «сталінському списку» (підписаному Й.Сталіним та ін.) за 22 груд. 1937. Був страчений або загинув в ув'язненні.
Реабілітований посмертно.